# Теодоне (Болцано)
Теодоне је насеље у Италији у округу Болцано, региону Трентино-Јужни Тирол.
Према процени из 2011. у насељу је живело 741 становника. Насеље се налази на надморској висини од 883 м.